# 이바라키정 (오사카부)
이바라키정(일본어: 茨木町)은 일본 오사카부 미시마군에 설치되었던 정이다. 현재의 이바라키시에 해당한다.

## 역사
- 1889년 4월 1일 - 정촌제 시행에 의해 시마시모군 이바라키촌이 성립하였다.
- 1896년 4월 1일 - 미시마군이 성립해, 소속이 변경되었다.
- 1898년 10월 14일 - 정으로 승격해 이바라키정이 되었다.
- 1948년 1월 1일 - 가스가촌, 미시마촌, 다마쿠시촌과 합병해 이바라키시가 성립하여, 동일 이바라키정은 폐지되었다.

## 교통

### 철도
- 일본국유철도
  - 도카이도 본선
- 신케이한 전기철도
  - 교토본선

## 참고문헌
- 角川日本地名大辞典 27 大阪府